# Național (ziar)
Ziarul Național (numit 7 Plus pentru o perioadă) este un ziar din România, lansat în iunie 1997, cu Gheorghe Voicu redactor-șef și Iliuță Naghi, patron. Din colectivul redacțional făceau parte Lidia Popeangă, Alecu Racoviceanu, Dan Capatos, Mirel Curea, Daniel Stanciu sau Horia Ivanovici. După preluarea publicației de către trustul media german WAZ, în anul 2005 a devenit 7 Plus, iar în 2009, revine la titlul Național.